# Peter Šťastný
Peter Šťastný (pronunciación eslovaca: [ˈpeter ˈʂcastniː]; nacido el 18 de septiembre de 1956), también conocido coloquialmente como Peter the Great y Stosh, es un exjugador de hockey sobre hielo eslovaco - canadiense que jugó en la National Hockey League (NHL) de 1980 a 1995. 
Šťastný es el segundo máximo goleador de la década de 1980, después de Wayne Gretzky. Durante su tiempo en Quebec Nordiques, se convirtió en ciudadano canadiense. De 2004 a 2014 se desempeñó como miembro del Parlamento Europeo por Eslovaquia. Durante su carrera en la NHL, jugó con Quebec Nordiques, New Jersey Devils y St. Louis Blues.

## Carrera en la NHL
Šťastný fue un goleador prolífico en la NHL en la década de 1980. Comenzó su carrera en la NHL con los Quebec Nordiques en 1980 y fue cambiado en 1990 a los New Jersey Devils. Como miembro estrella de un equipo que jugaba en una ciudad francófona, Šťastný se hizo querer por los fanáticos de Quebec al aprender a hablar francés, y luego aprendió a hablar inglés. Se retiró como miembro de St. Louis Blues en 1995. 
Cuando en 1980 se conoció la sorprendente noticia de que el jugador checoslovaco del año, Šťastný, y su hermano, Anton, habían desertado a Canadá para jugar con los Quebec Nordiques, representó un momento decisivo en el hockey sobre hielo profesional como una de las primeras grandes estrellas de Hockey del bloque del este para unirse a la NHL. Al año siguiente, su hermano, Marián, se les unió y se convirtieron en el tercer trío de hermanos en jugar en el mismo equipo profesional de hockey sobre hielo (el primero fueron los hermanos Bentley de los Chicago Blackhawks en la década de 1940 y el segundo los hermanos Plager de los azules de St. Louis en la década de 1970).
El goteo de jugadores de hockey checoslovacos y soviéticos se convirtió rápidamente en una inundación siguiendo sus pasos. Según Peter, su deserción «fue la mejor decisión que tomé en mi vida. Le ha dado a mi familia las opciones y opciones con las que la gente detrás del Telón de Acero solo podía soñar. Luego, jugar hockey profesional con mis dos hermanos fue como la guinda del pastel».
En el hielo, Peter demostró ser consistente y productivo. Anotó 450 goles y sumó 789 asistencias para un total de 1239 puntos en la temporada regular. Después de retirarse como jugador, fue capitán de la selección eslovaca en varios torneos internacionales y aún disfruta de una gran popularidad entre los eslovacos. 

### Hitos y registros de la NHL
- Primer jugador en la historia de la NHL en acumular más de 100 puntos en el año de novato (109). Nota: Wayne Gretzky tuvo 137 puntos en su primer año en la NHL (1979-80), pero no fue considerado un «novato», debido a su tiempo en los Indianapolis Racers y Edmonton Oilers de la World Hockey Association, donde ganó el título de novato al premio del año en esa liga durante la temporada 1978-79 con 110 puntos.
- Comparte el récord de la NHL de asistencias de un novato (70) con Joé Juneau (Gretzky tuvo 86 asistencias en su primer año).
- Tiene el récord de puntos de la NHL en un juego de un novato con 8 (cuatro goles y cuatro asistencias el 22 de febrero de 1981 contra Washington Capitals).
- Tiene el récord de puntos de la NHL en un partido como visitante con 8 (cuatro goles y cuatro asistencias el 22 de febrero de 1981 contra Washington Capitals).
- Tiene el récord de puntos de la NHL en 2 partidos consecutivos con 14 (3 goles y 3 asistencias el 20 de febrero de 1981 contra Vancouver Canucks y 4 goles y 4 asistencias el 22 de febrero de 1981 contra Washington Capitals).[2]

## Vida personal
Šťastný nació en Bratislava, el cuarto hijo de Stanislav y Frantiska Šťastný. Sus dos hermanos mayores, Vladimir (nacido en 1945) y Bohumil (nacido en 1947), nacieron cuando la familia aún vivía en el pueblo de Pružina a unos 170 kilómetros al noreste de Bratislava. Se trasladaron a Bratislava antes del nacimiento de Marián (1953), Peter (1956), Anton (1959) y Eva (1966). Stanislav trabajó para una empresa estatal que construyó represas hidroeléctricas hasta 1980, cuando se jubiló, y se ocupó principalmente de la gestión de inventarios. Frantiska se quedó en casa y crio a los niños. Vladimir se desempeñó como entrenador asistente del equipo nacional de hockey eslovaco. Es el único entrenador con las tres medallas en la historia del hockey sobre hielo eslovaco. 
Peter es el padre de Yan Stastny y Paul Stastny. Paul comenzó su carrera con los Colorado Avalanche (la misma franquicia que los Quebec Nordiques, el primer equipo de la NHL de Peter) en 2006-07, seguidos por los St. Louis Blues, para quienes Peter también jugó. Paul también jugó para Vegas Golden Knights y actualmente juega para los Winnipeg Jets. Yan hizo su debut en la NHL en 2005-06 con los Edmonton Oilers y jugó profesionalmente por última vez para el EHC Lustenau en 2018. Nacido en la ciudad de Quebec pero criado en St. Louis, Yan jugó para el equipo de EE. UU en los campeonatos mundiales de 2005 y 2006. Paul representaría al equipo de Estados Unidos en los Juegos Olímpicos de Invierno de 2010 y los Juegos Olímpicos de Invierno de 2014. La familia es la primera familia de hockey sobre hielo que se sabe que ha representado a cuatro países en el juego internacional (Checoslovaquia, Canadá, Eslovaquia, Estados Unidos). Paul rompió el récord de una racha anotadora en una temporada de novato en la NHL y fue finalista del Trofeo Calder 2006-07, que fue ganado por su padre en 1980-81.

## Carrera en política
Šťastný siempre ha sido conocido por su resentimiento hacia el régimen comunista en Checoslovaquia. Se unió al partido SDKÚ-DS del ex primer ministro Mikuláš Dzurinda para seguir una carrera en el Parlamento Europeo, ya que habla inglés y francés con fluidez. Fue elegido líder de la lista de candidatos al Parlamento Europeo de 2004 para el SDKU.
En las elecciones de junio de 2009 fue reelegido como el segundo eurodiputado de su partido. El lema de su campaña fue «Con coraje y determinación por una Eslovaquia fuerte» (eslovaco: S odvahou a nasadením pre silné Slovensko). Fue eurodiputado hasta 2014.
Es signatario de la Declaración de Praga sobre la conciencia europea y el comunismo.

## Controversia Široký
Šťastný ha pedido a Juraj Široký que renuncie como presidente de la Federación Eslovaca de Hockey sobre Hielo, declarando un desempeño deficiente, persiguiendo sus propios intereses financieros sobre el bienestar del hockey eslovaco, así como su incredulidad moral después de que se reveló que el Sr. Široký era ex oficial de ŠtB y todavía no ha explicado suficientemente su amistad e implicación con Viktor Kožený y sus fraudulentas maniobras financieras con respecto a los denominados Fondos Harvard. Estas quejas fueron escritas en una carta a René Fasel que describe a Široký como una amenaza para la democracia y la integridad del juego en marzo de 2008, como resultado de las acciones de Široký en la década de 1980 (tiempo durante el cual Peter y dos de sus hermanos habían desertado a Canadá). Tres meses después, ya que Široký no había dimitido del HC Slovan Bratislava , para quien Šťastný había jugado antes de su deserción a Canadá, o la Federación Eslovaca de Hockey sobre Hielo, Šťastný dimitió del Salón de la Fama del Hockey Eslovaco como resultado, y tenía todas las referencias a él sacado de Samsung Arena, el estadio local de Slovan en ese momento.

## Premios
- Trofeo Calder Memorial - 1981
- Jugó en 6 Juegos de Estrellas de la NHL: 1981 , 1982, 1983, 1984, 1986, 1988
- Premio al Mejor Delantero de los Campeonatos del Mundo - 1995
- Incluido en el Salón de la Fama del Hockey - 1998
- Clasificado número 56 en la lista de The Hockey News de los 100 mejores jugadores de hockey, el jugador de más alto rango entrenado en Eslovaquia (o entrenado en Checoslovaquia) - 1998
- Incluido en el Salón de la Fama de la IIHF - 2000
- Fue incluido en el Salón de la Fama del Hockey Eslovaco - 2002 - pero renunció voluntariamente y sus trofeos fueron recuperados como una forma de protesta contra el Sr. Široký.
- Incluido en el Salón de la Fama del Hockey sobre Hielo Checo - 2010